# いでみつ元の土曜日一番のり!
いでみつ元の土曜日一番のり!は、かつてニッポン放送でに放送されていたラジオ番組。放送期間は1984年4月7日から1985年4月6日まで。

## 放送時間
- 毎週土曜日05:00 - 08:00

## 出演者
- パーソナリティ:出光元
- アシスタント:那須恵理子

## タイムテーブル
（）
- 05:00 ニュース・天気予報
- 05:07 歌謡曲一番のり
- 05:32 スポーツ情報
- 05:35 おはよう茶店
- 06:00 ニュース・天気予報
- 06:07 あの人この人歌謡曲
- 06:22 サンスポレジャーガイド
- 06:27 心のともしび
- 06:32 今週のおもしろマップ
- 06:45 いでみつ元の歌の駅
- 07:00 ニュース
- 07:07 おでかけ情報
- 07:10 けさの集点
- 07:25 朝の発言
- 07:30 いでみつ元のよもやまレポート
- 07:35 交通情報
- 07:38 いでみつ元のザ・サイエンス